# Wolf Broda
Wolf Broda (* 31. Dezember 1917; † 4. Juni 2014 in Nürnberg) war ein deutscher Ingenieurwissenschaftler, Astronom und Autor. Er ist vor allem durch seine auch für Laien verständlichen Schriften zur Himmelsmechanik in Erinnerung.

## Leben

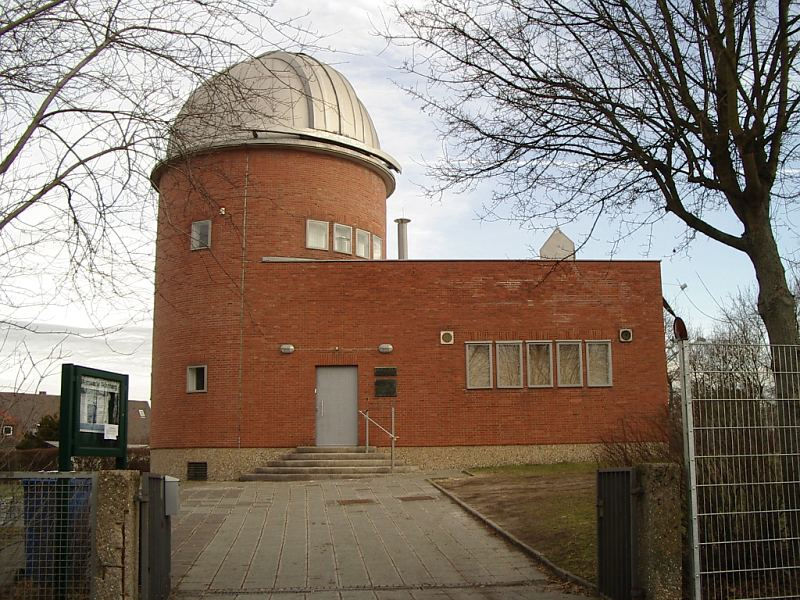
Regiomontanus-Sternwarte

Wolf Broda hatte von 1958 bis 1980 eine Professur für Maschinenbau und Regelungstechnik am Ohm-Polytechnikum Nürnberg inne. Seine beruflichen Kenntnisse setzte er ehrenamtlich zur Förderung der Astronomie vor allem in der Metropolregion Nürnberg ein.
Broda war über viele Jahre in der Nürnberger Astronomischen Arbeitsgemeinschaft (NAA) engagiert. Sein besonderer Einsatz galt dem Erhalt und der Modernisierung der Regiomontanus-Sternwarte auf dem Rechenberg. Seit Anfang der 1990er Jahre förderte er ihre Entwicklung zu einer modernen Volkssternwarte. Ein weiteres Augenmerk richtete er auf die Gestaltung des Regiomontanusboten, der Vereinszeitschrift der NAA. Hier veröffentlichte er zwischen den Jahren 1994 und 2000 27 laienverständliche Beiträge zur Himmelsmechanik. Diese Reihe ABC – Astronomischer Berechnungscocktail bildete die Grundlage für das gleichnamige Buch, das 2007 beim Oculum-Verlag herausgegeben wurde und so in Fachkreisen bundesweit bekannt wurde. Hans-Ulrich Keller, ehemaliger Leiter des Carl-Zeiss-Planetariums in Stuttgart würdigte dies Buch mit den Worten: „Sein Werk ABC – Astronomischer Berechnungscocktail ist einmalig und einzigartig und wird für viele … ein Standardwerk der Himmelsmechanik in deutscher Sprache bleiben“.
Für seine Verdienste um die Astronomie im Großraum Nürnberg wurde er 2008 mit der Verdienstmedaille Bene Merenti De Astronomia Norimbergensi der Nürnberger Astronomischen Gesellschaft (NAG) geehrt.
Von seinen Weggefährten wird Wolf Broda als ein bis ins hohe Alter politisch interessierter Mensch beschrieben, der sich besonders durch seine Liebe zur Natur sowie kulturelle und künstlerische Interessen auszeichnete. Neben seinem Engagement für die Astronomie war er auch als Koordinator der Kommentargottesdienste der Nürnberger Lorenzkirche aktiv. Er setzte sich in diesem Zusammenhang für die Einhaltung der Menschenrechte, die Bewahrung der Schöpfung und den Erhalt des Friedens ein. Als seine Mobilität im Alter nachließ, motivierte er über Mails seine Weggefährten, sich an Umfragen und Protestaktionen zum Thema Umweltschutz und Menschenrechte zu beteiligen.

## Veröffentlichungen
- Astronomischer Berechnungs-Cocktail: ein ABC der Himmelsmechanik. Oculum-Verlag, Nürnberg, 2007, ISBN 978-3-938469-15-6